# Мариинск
Марии́нск (до 1857 — Кийское) — город (с 1856) в Кемеровской области России. Административный центр Мариинского района (в состав не входит как город областного подчинения) и Мариинского муниципального округа.

## География
Город расположен на левом берегу реки Кия (приток Чулыма, бассейн Оби), в 178 км от Кемерово. Рельеф города — в основном равнинный. Среднегодовая температура в Мариинске составляет −0,1°, климат резко континентальный.
Часовой пояс
Город Мариинск, как и вся Кемеровская область, находится в часовой зоне МСК+4. Смещение применяемого времени относительно UTC составляет +7:00.

## Этимология
Изначальное название поселения Кийское образованно от реки Киа, гидроним в свою очередь восходит к тюркскому слову «кия» и обозначает «крутой косогор, каменистый склон, обрыв». По другой версии гидроним образован от селькупского слова «кы», что означает «река».

## История
До появления русских поселений в районе Мариинска жили тюркоязычные чулымские татары. В их этногенезе важную роль сыграли местные более древние самодийские и кетские субстратные компоненты.
После Новокузнецка Мариинск считается старейшим городом в Кузбассе. Поселение Кийское возникло в 1698 году. Оно располагалось на главном почтовом Московском тракте. Населённый пункт получил статус города в 1856 году, но в течение всего следующего года сохранял название «Кийское». В 1857 был переименован в честь тезоименитства императрицы Марии Александровны (1824—1880) — жены Александра II. Её именины отмечались 4 августа (22 июля ст. ст.), в день памяти Марии Магдалины. Летом 1891 года, в период строительства Транссибирской магистрали в Томской губернии, Мариинск посетил Николай II, тогда ещё цесаревич.
Мариинский район формировался в основном за счёт крестьян, переселённых в Сибирь из Центральной России, Украины, Забайкалья в период репрессий. Большинство из них продолжали заниматься земледелием; другими видами деятельности местного населения были торговля, мелкое производство, извоз, золотодобыча. В 1858 году численность населения города составляла 3671 человек, в 1897 — около 8,5 тыс., а в 1913 году — более 14 тыс. Для конца XIX — начала XX века Мариинск считался довольно крупным городом, торговым и транспортным узлом. Возле Мариинска инженером Е. К. Кнорре был построен железнодорожный мост через Кию (1895 г.), открыт вокзал. В конце XIX века в Мариинске были заводы: 4 кирпичных, гончарный, пивоваренный, 2 мыловаренных и 3 кожевенных с общим оборотом не более 20 тыс. рублей.
О том, что город был «бойким» местом, говорит, в частности, тот факт, что в нём имелись храмы различных конфессий — две православные церкви (собор Николая Чудотворца и деревянная кладбищенская церковь), католический костёл и синагога. (Большая часть этих храмов была снесена после 1917 г.).
В 1829 году в Мариинске была построена знаменитая пересыльная тюрьма, где бывали в качестве заключённых-этапников и В. Ленин, и К. Рокоссовский, и Л. Гумилёв, и Л. Русланова, и даже актёр С. Мишулин.
3 (15) июля 1891 года наследник царского престола Николай Александрович со свитой посетил Мариинск. В городе Цесаревич останавливался на ночлег, проведя в городе около 10 часов. К приезду будущего императора мариинцы тщательно готовились: город украсили, подыскали лучшие экипажи, тщательно подбирали ямщиков. Около перевоза через реку Кию, где должен был высадиться Цесаревич, выстроили специальную арку и помост. Деревянную арку украсили цветами и зеленью, помост весь застлан коврами; мелькали государственные флаги. Под ночлег определена была квартира в здании уездного училища.
Солдатский бунт, названный советской историографией революционным выступлением, произошел в Мариинске в конце ноября 1905 года. В конце ноября солдаты (ратники 12-й дружины, не сдавшие оружия) стали проявлять недовольство своим командованием и требовать выплаты кормовых денег. В 12 часов дня 25 ноября толпа солдат, некоторые из которых были вооружены, собралась на базаре и напала на лавки местных купцов и торговцев (преимущественно это были евреи). В ходе столкновений был убит мещанин Петров, ещё один владелец лавки (еврей Едельштейн) был тяжело ранен. После крестного хода, устроенного местными властями и священниками, часть солдат добровольно сдала оружие, но отказалась расставаться с награбленными вещами. Лишь в 9 часов вечера большинство солдат разошлись по казармам и домам. Ещё несколько дней ситуация в городе была довольно напряженной, но открытых столкновений больше не происходило: единственный случай грабежа произошел в ночь на 29 ноября, когда ратниками (теперь уже 22-й дружины) была избита и ограблена женщина. После этих событий городская дума постановила усилить местную полицию. Примерно через год, осенью 1906 года, в городе стали распространяться слухи о прошлогодних событиях: люди, включая чиновников полиции, говорили, что погромы еврейских лавок произошли с ведома (и даже под прямым руководством) городского головы Иосифа Трифоновича Савельева — этот купец, якобы, воспользовался ситуацией и солдатскими руками нанес существенный ущерб конкурентам по торговому бизнесу.
Указом Президиума Верховного Совета РСФСР от 3 июня 1959 года Мариинский городской совет и Мариинский районный совет были объединены в один Мариинский городской совет; Мариинский район был при этом сохранён как территориальная единица.
Указом Президиума Верховного Совета РСФСР от 11 января 1965 года Мариинский сельский район был преобразован в район; городской и районный Советы объединены в один Мариинский городской совет депутатов трудящихся с сохранением района как территориальной единицы.
Указом Президиума Верховного Совета РСФСР от 10 ноября 1976 года был образован районный Совет депутатов трудящихся, которому были в административное подчинение сельсоветы, ранее подчинённые горсовету.
18 сентября 1984 года в 50 км юго-западнее Мариинска был произведён ядерный взрыв «Кварц-4» мощностью 10 килотонн с целью сейсмозондирования в рамках мирных ядерных взрывов в СССР (секретная программа «Программа № 7»).
До 1 июня 2021 года образовывал Мариинское городское поселение (упразднено в связи с преобразованием района в муниципального округа).
В рамках организации местного самоуправления с 2004 до 2021 года в составе Мариинского муниципального района город образовывал Мариинское городское поселение, упразднённое в 2021 году в связи с объединением всех поселений муниципального района в Мариинский муниципальный округ.
Распоряжением Правительства РФ от 29 июля 2014 года № 1398-р «Об утверждении перечня моногородов» городское поселение включено в категорию «Монопрофильные муниципальные образования Российской Федерации (моногорода), в которых имеются риски ухудшения социально-экономического положения».
- Общий вид Мариинска, 1899
- Главная улица, 1899
- Собор Николая Чудотворца, 1899
- Мост через Кию, 1899

## Население
| 1897    | 1931    | 1939    | 1959    | 1967    | 1970    | 1979    | 1989    | 1992    |
| ------- | ------- | ------- | ------- | ------- | ------- | ------- | ------- | ------- |
| 8200    | ↗11 200 | ↗22 300 | ↗40 793 | ↘39 000 | ↗39 699 | ↘39 504 | ↗40 956 | ↗41 500 |
| 1996    | 1998    | 2001    | 2002    | 2003    | 2005    | 2006    | 2007    | 2008    |
| ↘41 100 | ↘40 400 | ↘39 200 | ↗42 977 | ↗43 000 | ↘42 400 | ↘41 800 | ↘41 600 | ↘41 500 |
| 2009    | 2010    | 2011    | 2012    | 2013    | 2014    | 2015    | 2016    | 2017    |
| ↗41 510 | ↘40 526 | ↘40 511 | ↘40 287 | ↘40 092 | ↘39 850 | ↘39 619 | ↘39 332 | ↘39 091 |
| 2018    | 2019    | 2020    | 2021    | 2025    |         |         |         |         |
| ↘38 637 | ↘38 209 | ↘37 912 | ↗40 779 | ↘39 883 |         |         |         |         |

На 1 января 2025 года по численности населения город находился на 372-м месте из 1124 городов Российской Федерации.

## Образование

### Детские сады
- Детский сад № 1 «Одуванчик» (ул. Южная, 16)
- Детский сад № 2 «Сказка» (ул. Ленина, 52)
- Детский сад № 3 «Малыш» (ул. Енисейская, 1)
- Детский сад № 4 «Ручеёк» (ул. Пальчикова, 1Д)
- Детский сад № 5 «Рябинка» (ул. Карла Либкнехта, 5)
- Детский сад № 6 «Родничок» (ул. Юбилейная, 7)
- Детский сад № 6 «Родничок» (филиал) (ул. Мичурина, 40)
- Детский сад № 7 «Забава» (ул. Пальчикова, 28)
- Детский сад № 8 «Василёк» (ул. Рабочая, 47)
- Детский сад № 9 «Алёнка» (ул. 40 лет Победы, 16)
- Детский сад № 11 «Золотой ключик» (пер. Ноградский, 3)
- Детский сад № 12 «Счастливый островок» (ул. Достоевского, 6А)
- Детский сад № 13 (закрылся)
- Детский сад № 15 «Журавушка» (ул. Челюскинцев, 10)

### Дополнительное образование
- МБУ ДО «ЦДОД»
- МБУ ДО «Дом Детского Творчества»
- МБУДО ДХШ № 10

### Школы
- МБОУ «СОШ № 1»
- МАНОУ «Гимназия № 2»
- МБОУ «СОШ № 3»
- МБОУ «НОШ № 4» (ликвидирована 25 сентября 2014 года при реорганизации в форме присоединения к МАНОУ «Гимназия № 2»)
- МОУ «В (с) Ш № 5» (ликвидирована 17 сентября 2012 года)
- МБОУ «СОШ № 6»
- МБОУ «СОШ № 7»
- МКОУ «Общеобразовательная Школа-Интернат Психолого-Педагогической Поддержки»
- МОУ «НОШ № 9» (ликвидирована 20 мая 2013 года при реорганизации в форме присоединения к МБОУ «СОШ № 6»)
- МОУ «ООШ № 10» (ликвидирована 21 октября 2010 года)
- МОУ «НОШ № 11» (ликвидирована 8 июня 2010 года)
- МБОУ «ООШ № 12»

В планах правительства постройка в городе новой школы на 1200 мест.

### ССУЗы
- Мариинский политехнический техникум
- Мариинский педагогический колледж имени императрицы Марии Александровны (Калининский (посёлок, Кемеровская область)).

## Экономика
Мариинский район — преимущественно сельскохозяйственный, в экономике доминирует ликёро-водочная и железнодорожная отрасли.

### Ключевые промышленные предприятия
- АО «Мариинский ЛВЗ» — производитель водки и ликёро-водочных изделий. В 2006 г. завод вошел в состав Novabev Group (ex. BELUGA GROUP).[35]
- ГУП «Мариинское ДРСУ»
- НПС Мариинская — промежуточная нефтеперекачивающая станция АО «Транснефть — Западная Сибирь». Проходит два трубопровода: «Нефтепровод Анжеро-Судженск — Красноярск» и «Нефтепровод Омск — Иркутск». Введена в эксплуатацию в 1967 году.[36]

### Закрытые предприятия
- мясокомбинат
- лесопромышленный комбинат
- завод металлоизделий
- швейная фабрика
- трикотажная фабрика
- мебельная фабрика

### Транспорт

#### Автомагистрали
Федеральная автомагистраль Р255 «Сибирь», автодорога Р-400 (32P-47, 69K-1) из Томска.

#### Железная дорога
Через город проходит транссибирская магистраль, в городе расположена одноимённая крупная станция Мариинск Красноярской железной дороги и железнодорожный мост через реку Кия. Система моста — 25-саженные железные фермы, тип который выработан специально для Средне-Сибирской железной дороги. Мост выстроен контрагентом Е. К. Кнорре и на момент 1899 года стоил около 600 000 рублей.

#### Такси
В городе работает несколько служб такси.

#### Общественный транспорт
В городе есть несколько маршрутов общественного транспорта:
- 5 — Вокзал ↔ ул. Анжерская
- 6 — АТП ↔ Мясокомбинат
- 8 — Вокзал ↔ Лесхоз
- 13 — ул. Анжерская ↔ Сады
- 23 — ул. Кайгородова ↔ Мясокомбинат
- 25 — АТП ↔ ул. Кайгородова
- 101 — Вокзал ↔ ?
- 102 — Вокзал ↔ Кийский
- 104 — Вокзал ↔ Николаевка
- 106 — с/х Техникум ↔ Вокзал
- 150 — АТП ↔ с/х Техникум.[38]

Общественный транспорт представлен только автобусами и «ГАЗелями». В 2020 году Мариинск перешел на оплату общественного транспорта безналичным способом при помощи «Транспортной карты».

#### Аэродром
Ранее в городе работал аэродром, регулярно осуществлялись рейсы в Томск и Кемерово. В настоящее время практически заброшен, полоса лишь иногда используется частными пилотами.

### Полезные ископаемые
В Мариинском районе имеются полезные ископаемые: светлый песок, белая глина (используется для производства кирпича), торф. Не обошла стороной Мариинск и сибирская «золотая лихорадка». По берегам Кии раньше в небольших количествах добывали рассыпное золото. До 1897 года в течение 70 лет было намыто до 2800 пудов.

## Культура
В городе имеется музей-заповедник «Мариинск исторический», включающий краеведческий музей, музей бересты и дом-музей писателя В. А. Чивилихина.
15 сентября 2007 году в Мариинске был открыт памятник императрице Марии Александровне, чьё имя город носит, работы Леонтия Усова.
23 октября 2009 года в Мариинске был открыт памятник императору Александру II, представляющий собой бронзовый бюст на постаменте. Воссоздан по исторической модели бюста Императора, установленного в Мариинске в 1914 году, оригинал которого хранится ныне в Томском краеведческом музее.
В 2016 году по адресу ул. Ленина, 7 появилась скульптура «Купец» — памятник мариинским купцам-созидателям, меценатам и благодетелям. Памятник установили в 2016 году, в юбилейный год, 160 лет со дня, как село Кийское получило статус города. Автор памятника — Юрий Михайлович Михайлов.
В Мариинске, в местном пересыльном лагерном пункте, от пыток НКВД и истощения умер в 1938 году классик белорусской литературы, друг Янки Купалы и Якуба Коласа, поэт Михась Багун.
Действует мемориал жертвам Сиблага.

## Известные уроженцы
- Алекс Сатс (1914—1992) — советский и эстонский актёр театра и кино, режиссёр, народный артист Эстонской ССР.
- Чивилихин Владимир Алексеевич (1928—1984) — русский советский писатель. Лауреат Государственной премии СССР (1982).
- Никитин, Альберт Николаевич (1936—2022) — советский и российский учёный в области ракетно-космической техники, доктор технических наук, профессор.
- Яров Юрий Фёдорович (род. 1942) — исполнительный секретарь СНГ с 1999 по 2004. С августа 2004 года — директор ФГУП «Северное проектно-конструкторское бюро» (специализируется на проектировании боевых кораблей) в Санкт-Петербурге.
- Кузьмин, Геннадий Павлович (1946—2020) — советский и украинский шахматист, гроссмейстер (1973).
- Михайлов Юрий Михайлович (род. 19 мая 1951 года) — мастер по изготовлению авторской коллекционной куклы, мастер по художественной обработке бересты, Народный мастер Кузбасса, Народный мастер Российской Федерации, член Союза художников России. За его большую подвижническую деятельность, особый вклад в развитие культуры Кузбасса, ему присвоена премия Правительства РФ «Душа России» в номинации «Народный мастер»[44].